# Barabás, Szabolcs-Szatmár-Bereg
Barabás  este un sat în districtul Vásárosnamény, județul Szabolcs-Szatmár-Bereg, Ungaria, având o populație de 811 locuitori (2011). 

## Demografie
Componența etnică a satului Barabás
     Maghiari (94,13%)
     Romi (5,16%)
     Ucraineni (0,72%)
Componența confesională a satului Barabás
     Reformați (64,49%)
     Romano-catolici (6,04%)
     Fără religie (3,7%)
     Greco-catolici (2,96%)
     Necunoscută (22,81%)
     Alte religii (0,62%)
Conform recensământului din 2011, satul Barabás avea 811 locuitori. Din punct de vedere etnic, majoritatea locuitorilor (94,13%) erau maghiari, cu o minoritate de romi (5,16%).  Din punct de vedere confesional, majoritatea locuitorilor (64,49%) erau reformați, existând și minorități de romano-catolici (6,04%), persoane fără religie (3,7%) și greco-catolici (2,96%). Pentru 22,81% din locuitori nu este cunoscută apartenența confesională.